# Wohn- und Wirtschaftsgebäude Itzwörden 3

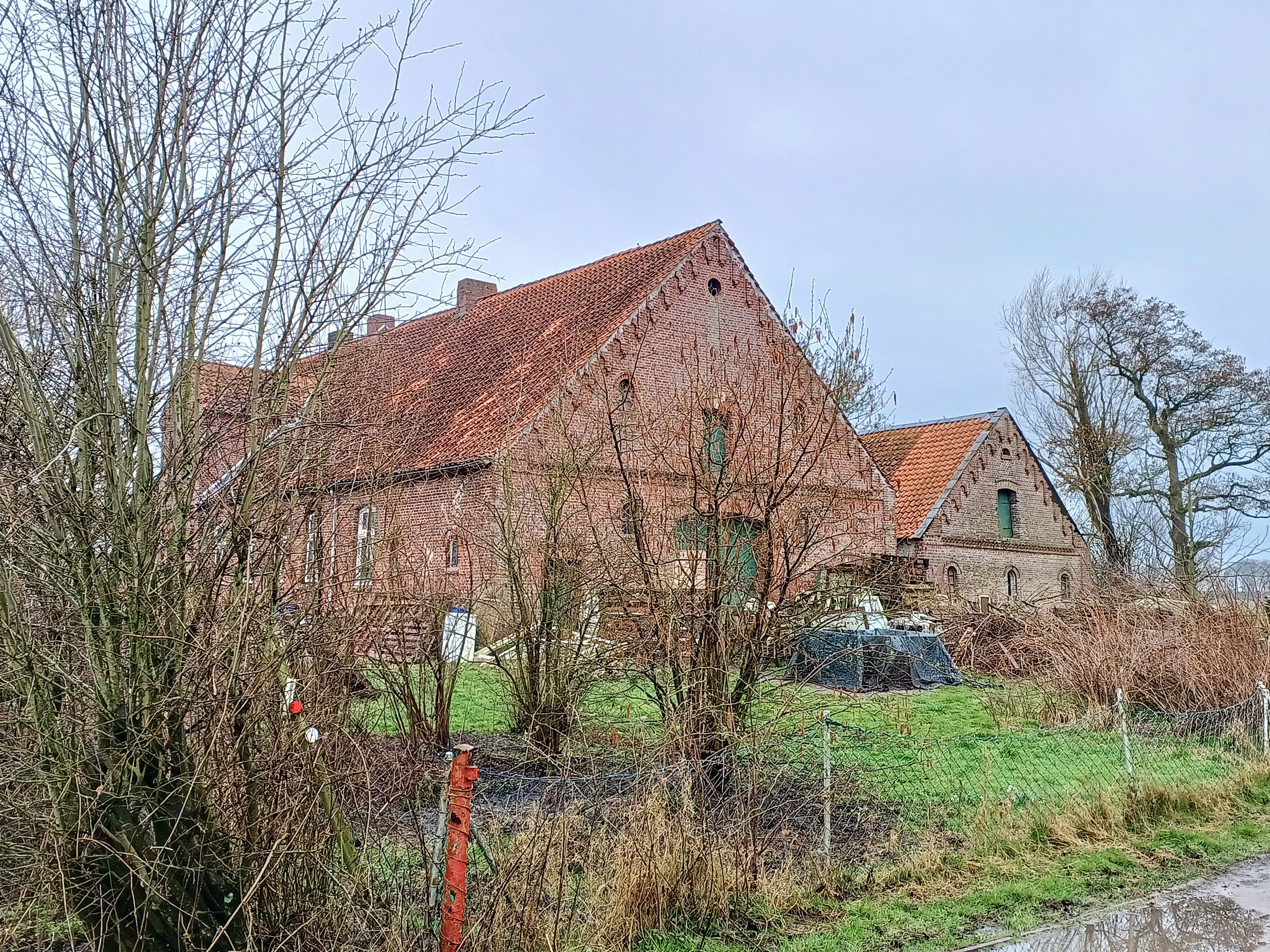
Ansicht von Nordosten (2023)

Das Wohn- und Wirtschaftsgebäude Itzwörden 3 in der niedersächsischen Samtgemeinde Land Hadeln, Ortsteil Cadenberge-Geversdorf, im Landkreis Cuxhaven, stammt vom Ende des 19. Jahrhunderts. Aktuell (2024) wird es wohl als Wohnhaus und gewerblich genutzt.
Das Gebäude steht unter Denkmalschutz (siehe auch Liste der Baudenkmale in Cadenberge).

## Beschreibung
Das nördlich stehende eingeschossige traufständige Gebäude als Backsteinbau auf hohem Sockel mit ziegelgedecktem Satteldach und zweigeschossigem Giebelrisalit, Hauptgiebel mit Backsteinverzierungen als Zwischen- und Ortgangsgesimse und seitlichem Traufgesimse sowie die Groote Door mit Segmentbogen, stammt von um 1890 und wurde für die Adelsfamilie von Plate gebaut.
Ein rechts daneben stehender Stall aus derselben Zeit und in ähnlicher Form steht auch unter Denkmalschutz.
Das Landesdenkmalamt befand u. a.: „… [in] regionstypischen und zugleich qualitätvollen Formen ….“